# ゆう6かがわ
『ゆう6かがわ』（ゆうろくかがわ）は、NHK高松放送局で放送されている『NHKニュース』のローカルニュース番組である。

## 概要
2010年3月29日に放送を開始。前番組だった『ゆうどき香川ニュース610』同様、香川県内で起きた今日1日のニュースや特集、日替わりコーナー、気象情報を伝える。
2011年3月11日以降東日本大震災関連のニュース・情報を放送するため休止されていたが、4月に入ってから18:30 - 19:00で放送を再開（18:10 - 18:30は『震災に負けない ゆうどきネットワーク』を放送）。5月頃までには従来の時間帯での放送を再開した。
18:52 - 54は東京から全国の気象情報をネットしていたが2021年度以降は全編高松局から放送されることになり、全国の気象情報もカバーされる。
2010年代後半頃からはお盆や大型連休の中日にあたる平日などは18:30で一旦中断し松山から別番組をネット受けし、18:55の香川県の気象情報で当番組を再開する編成を行っている。
2022年度からは土日に当番組の週末版となる「ゆう6かがわサタデー（サンデー）」を新設。2011年度以来11年ぶりに土日にレギュラーの県域ニュース枠が復活した（ただし18:55からは松山局発の四国の気象情報を編成）。また20:45からの県域ニュース枠も「ゆう6かがわ845」となる。
2023年5月22日より、NHKプラスの「ご当地プラス（四国エリア）」において見逃し配信を開始した。
今まで香川出身で東京アナウンス室の勤務経験者がキャスターに起用されることはなかったが、2024年4月に東京アナウンス室で勤務していた丸亀市出身の漆原輝が夕方の顔として番組を担当することになった。

## 放送時間
- 平日 18:10 - 18:59（JST）

## 出演者
| 年度      | 年度      | キャスター        | キャスター          | キャスター |
| 年度      | 年度      | 男性              | 女性（隔週）        | 気象情報   |
| --------- | --------- | ----------------- | ------------------- | ---------- |
| 2010.3.29 | 2011.4.1  | 中野淳            | 島麻希子 梶田温子   | （不在）   |
| 2011.4.4  | 2012.3.30 | 中野淳            | 島麻希子 西山香子   | （不在）   |
| 2012.4.2  | 2013.3.29 | 中野淳 松岡孝行   | 西山香子 平崎友香   | （不在）   |
| 2013.4.1  | 2013.7.26 | 中野淳 廣瀬雄大   | 平崎友香 滝水瞳     | （不在）   |
| 2013.7.29 | 2014.3.28 | 中野淳 堀井洋一   | 平崎友香 滝水瞳     | （不在）   |
| 2014.3.31 | 2015.3.27 | 堀井洋一 深川仁志 | 平崎友香 滝水瞳     | 中島望     |
| 2015.3.30 | 2016.4.1  | 深川仁志 小林陽広 | 滝水瞳 岡裕美       | 中島望     |
| 2016.4.4  | 2017.3.31 | 深川仁志 小林陽広 | 岡裕美 松下悠里     | 中島望     |
| 2017.4.3  | 2018.3.30 | 大河内惇          | 松下悠里 高藤有沙   | 中島望     |
| 2018.4.2  | 2019.3.29 | 大河内惇          | 松下悠里 坂口詩織   | 鈴木悠     |
| 2019.4.1  | 2020.3.27 | 大河内惇          | 上沼亜弓            | 鈴木悠     |
| 2020.3.30 | 2022.4.1  | 五味哲太          | 上沼亜弓 佐々木美佳 | 鈴木悠     |
| 2022.4.4  | 2023.3.31 | 五味哲太          | 上沼亜弓 橋本雛     | 田井杏佳   |
| 2023.4.3  | 2024.3.29 | 五味哲太          | 橋本雛 野口春香     | 田井杏佳   |
| 2024.4.1  | 2025.3.28 | 漆原輝            | 野口春香 石井有紗   | 田井杏佳   |
| 2025.3.31 | 現在      | 漆原輝            | 野口春香 平田理奈   | 田井杏佳   |

## 主なコーナー
- 月曜：防災リポート・前園真聖 四国ともたび・即効!防災（毎月最終月曜日に放送されるラジオ番組の『まんで香川きっきょん!?』と連動したコーナーで、その時MCだったアナウンサーが登場する。）
- 火曜：経済リポート・いま旬・えがけ!さぬきっず
- 水曜：田井気象予報士の気にナル知りタイ
- 木曜：特集・カメラマンリポート・CATVだより・ハートプラザ
- 金曜：おじゃまします・そらナビ・週末情報
- その他　わたしのイチバン!（写真・動画）まとめてゆう6（6時50分前後に放送され、番組内で伝えたニュースを短くまとめて伝える[4]。）

## 派生番組

### ゆう6かがわ845
2022年4月4日から従来の『845かがわ』を改題する形で放送開始。平日 20:45 - 21:00に放送され、その日のまとめの県内ニュースや気象情報を伝える。

### ゆう6かがわサタデー・ゆう6かがわサンデー
土曜・日曜18:45 - 18:59に放送。本番組の週末版。2021年度まで松山局発で四国地方のニュース・気象情報を放送していた枠を県域放送に切り替えて、2022年4月9日放送開始。ただし、県内ローカルパートはニュースやミニコーナーのみで18:55までとなり、18:55以降は松山から四国の気象情報を同時ネットする（18:53 - 18:55の全国の気象情報はネットしない）。

## テーマ曲
- 2010年3月29日 - 2014年3月28日
- 2014年3月31日 - 2017年3月31日
- 2017年4月3日 - 2020年3月27日
- 2020年3月30日 - 2022年4月1日
- 2022年4月4日 - ：福島節と渚「ゆうがた6時」[6]。 歌詞に「夕方6時の」「よるの8時の」とあることから、毎日夕方6時と夜8時に高松丸亀町商店街で流れている。

## 備考
- 瀬戸大橋開通30周年の節目を迎えた2018年4月10日放送分は『もぎたて! ゆう6かがわ 瀬戸大橋30周年SP』と題し、対岸の岡山放送局のニュース・地域情報番組『もぎたて!』との合同特番として放送された。香川県坂出市の瀬戸中央道与島PAから生中継が行われ、当時本番組のキャスターだった大河内と『もぎたて!』キャスターの望月啓太（NHKアナウンサー）が共に進行を務めた。なお、県内ニュース・天気予報は特番内で高松放送局のスタジオから香川県内にのみ放送された。